# Боливия на зимних Олимпийских играх 1988
Боливия в 1988 году принимала участие в Зимних Олимпийских играх в канадском Калгари пятый раз за свою историю, но не завоевала ни одной медали.

## Состав сборной
Шестеро спортсменов (все мужчины) составляли сборную-1988. Как и на предыдущих олимпиадах, это были только горнолыжники. Самым молодым участником сборной был 23-летний Энрике Монтано, самым старшим — 32-летний Мануэль Арамайо.

## Результаты
Соревнования проходили с 15 по 27 февраля в горнолыжном комплексе «Накиска» к западу от Калгари.
| Спортсмен             | Соревнование      | Заезд 1           | Заезд 2        | Итог              | Итог  |
| Спортсмен             | Соревнование      | Время             | Время          | Время             | Место |
| --------------------- | ----------------- | ----------------- | -------------- | ----------------- | ----- |
| Энрике Монтано        | Гигантский слалом | дисквалифицирован | -              | дисквалифицирован | -     |
| Хайме Баскон          | Гигантский слалом | дисквалифицирован | -              | дисквалифицирован | -     |
| Гильермо Авила        | Гигантский слалом | дисквалифицирован | -              | дисквалифицирован | -     |
| Хосе Мануэль Бехарано | Гигантский слалом | 1:39.50           | не финишировал | не финишировал    | -     |
| Энрике Монтано        | Слалом            | 1:44.04           | 1:23.37        | 3:07.41           | 53    |
| Луис Вискарра         | Слалом            | 1:30.45           | 1:23.93        | 2:54.38           | 50    |
| Мануэль Арамайо       | Слалом            | 1:24.85           | 1:17.46        | 2:42.31           | 46    |
| Гильермо Авила        | Слалом            | 1:16.57           | 1:07.83        | 2:24.40           | 38    |